# Love Ain't No Stranger
«Love Ain't No Stranger» es un sencillo por la banda inglesa del hard rock Whitesnake, del álbum Slide It In . La canción llegó al número 44 la lista UK Singles Chart y 34 en Mainstream rock de los Estados Unidos.

## Canciones
| N.º | Título                   | Escritor(es)                | Duración |  |
| 1.  | «Love Ain't No Stranger» | David Coverdale, Mel Galley | 4:14     |  |

| versión Liberty Records |                 |                        |          |  |
| N.º                     | Título          | Escritor(es)           | Duración |  |
| 2.                      | «Slow an' Easy» | Coverdale, Micky Moody | 6:09     |  |
| 3.                      | «Slide It In»   | Coverdale              | 3:20     |  |

| versión Geffen Records |                  |              |          |  |
| N.º                    | Título           | Escritor(es) | Duración |  |
| 2.                     | «Guilty of Love» | Coverdale    | 3:18     |  |

## Créditos
- David Coverdale – vocales, percusión, piano
- John Sykes – guitarras
- Mel Galley – guitarras, coros
- Neil Murray – bajo
- Jon Lord – teclados
- Cozy Powell – batería

- Datos: Q4354693